# 2706 Боровський
2706 Боровський (2706 Borovský) — астероїд головного поясу, відкритий 11 листопада 1980 року.
Тіссеранів параметр щодо Юпітера — 3,218.